# 保田真愛
保田 真愛（やすだ まい、1993年12月13日 - ）は、日本のグラビアアイドル。
東京都出身。所属事務所はオスカープロモーション。

## 略歴・人物
本人の知らない間に、母親とその友人がオーディションに応募したことがデビューのきっかけとなった。お出かけと言われ、連れて行かれた場所がオーディション会場だったという。2008年にデビュー。
短髪・スレンダーをアピールポイントとしていたが、2018年ごろから髪を伸ばしている。本人曰く、コミュ障。
2021年5月、『週刊プレイボーイ選定・グラドルちっぱい番付』において、「西の大関」に選出。

## 作品

### DVD
- ハイサイ真愛!!（2008年10月24日、コスミック出版）
- Angel Kiss 〜まいの卒業アルバム〜（2009年3月20日、トリコ）
- Koh→Boh リアル・ラブ（2009年7月31日、ぶんか社）
- 真愛レボリューション（2010年8月25日、イーネット・フロンティア）
- Angel Kiss〜まいっちんぐメモリー〜(2010年12月22日、トリコ)
- まかなし（2011年5月20日、ラインコミュニケーションズ）
- SWINUTION（2011年8月23日、イーネット・フロンティア）
- らすKoh→マーチ（2011年12月25日、EIC-BOOK）
- Angel Kiss〜涙の卒業〜（2012年3月23日、トリコ）
- アイドルワン「いとしきみに」（2012年8月20日、ラインコミュニケーションズ）
- i-girl「TRUE LOVE」（2012年11月30日、エスデジタル）
- 真愛メモリーズ（2013年2月21日、イーネット・フロンティア）
- 19のままで…（2013年5月23日、ギルド）
- 旬感ふるーつ（2013年8月20日、ラインコミュニケーションズ）
- 20歳の贈り物（2014年4月24日、イーネット・フロンティア）
- Arousal 〜覚醒〜（2014年10月23日、イーネット・フロンティア）
- 大切な君へ（2015年5月25日、エアーコントロール）[7]
- MY!妹!!真愛!!!（2015年11月27日、イメカ合同会社）
- my love（2016年4月29日、エスデジタル）
- She Loves You（2016年7月29日、スパイスビジュアル）
- ボクの夏休み（2016年11月25日、エアーコントロール）
- 海辺の花、咲く頃（2017年2月20日、ラインコミュニケーションズ）
- MY SWEET HONEY（2018年2月25日、エアーコントロール）
- まいうるる（2019年12月20日、ラインコミュニケーションズ）
- かくしごと（2020年11月20日、イーネット・フロンティア）

## 出演

### テレビ
- ザ・シスターズ（エンタ!371）
- グラビアの美少女（2009年3月27日、再放送あり、MONDO21）

### 雑誌
- AQUQ★12（vol.1、近代映画社）
- ひなっ娘（vol．007、コスミック出版）
- Koh-Boh （vol.4、海王社）

### 舞台
- アリスインプロジェクト「アリスインクロノパラドックス」（2011年5月3日 - 8日、池袋・シアターグリーンBOX in BOX THEATER） - 藤沢桜 役
- アリスインプロジェクト×ボクラ団義「ハイスクールミレニアム2015[8]」（2015年12月16日 - 20日、新馬場・六行会ホール） - 時組 月岡民美 役
- PROPAGANDA STAGE「獅子」（2017年8月20日 - 2017年9月3日、池袋・シアターグリーンBOX in BOX）